# Даугава (стадіон, Рига)
Стадіон «Даугава» латис. Daugavas stadions — багатофункціональний стадіон у місті Рига, Латвія, відкритий у 1927 році. Приймає футбольні матчі та легкоатлетичні змагання. З 1992 року стадіон визнаний спортивною спорудою національного значення й належить Уряду Латвії.

## Історія
Перший стадіон на місці сучасної арени було збудовано в 1927 році спортивною організацією латис. Strādnieku sports un sargs (Робітники Спорту та Охорони, ССС), яка входила до Латвійської соціал-демократичної робітничої партії. На території стадіону знаходилося футбольне поле, легкоатлетичний майданчик, бігові доріжки та три трибуни. У 1933 році ССС було розформовано, а стадіон перейшов під управління новоствореної організації «Латвійський профспілковий спорт». Під час радянської окупації Латвії в 1940 році та в роки Другої світової війни стадіон зазнав катастрофічних пошкоджень, через що його почали заново відбудовувати в 1945 році й завершили всі роботи в 1949 році. Спочатку були побудовані трибуни місткістю 5000 місць. Нова футбольна арена офіційно була відкрита в 1950 році. Через рік відновили легкоатлетичний сектор стадіону. А ще через рік була проведена реконструкція нової (західної) трибуни, що значно збільшила місткість стадіону. У 1960 році завершено будівництво льодового майданчика, відкрито Дитячу спортивну школу. У 1978 році майданчик знесли, а в 1982 році відкрили в новому місці — під західною трибуною, де було збільшено кількість глядацьких місць. До початку липня 1990 року місткість стадіону складала понад 10 000 місць, але після знесення північної, східної та південної трибун залишилось лише 5 683 сидячих місця.
Національна збірна Латвії проводила свої домашні поєдинки на «Даугаві» з 1991 по 2000 рік, після чого тимчасовим місцем базування збірної став стадіон «Сконто». У цей же час на «Даугаві» тривали планові ремонтні роботи й влітку 2018 році національна збірна повернулася на свій колишній стадіон. З червня 2018 року на стадіоні також виступає «МЕТТА/Латвійський університет». Раніше на стадіоні також проводили свої домашні поєдинки «Даугава», «Даугава 90», «Олімпс» та інші.
До стадіонного комплексу входять також підтрибунні тенісний та важкоатлетичний зал, також до комплексу входить і поле зі штучним покриттям. Штаб-квартира Федерації футболу Латвії знаходилася в комплексі з 1991 року по 2009 рік, після чого була перенесені в Олімпійський спортивний центр «Електрум». Стадіон «Даугава» традиційно приймає Латвійський фестиваль пісні і танцю.
В рамках святкування 90-річчя незалежності Латвії, 19 жовтня 2008 року на стадіоні було встановлено досягнення, яке потрапило до Книги рекордів Гіннеса — найбільша кількість людей, які пробігли 100 метрову дистанцію протягом 24-х годин — 3 807 учасників.

## Проект реконструкції
Проект оновлення стадіону отримав кошти від Європейського фонду регіонального розвитку та уряду Латвії у 2015 році. 5 червня 2017 року було підписано контракт на проведення робіт по відновленню стадіону та створення культурно-спортивної зони в районі Гізінкальнс, вартість проекту — 62 мільйони євро. Роботи офіційно стартували у вересні 2017 року. 
15 травня 2018 року було завершено першу чергу ремонтних робіт, в ході яких були побудовані нові трибуни з обох сторін воріт, завдяки чому збільшилася місткість стадіону з 5 683 місць до 10 461 місць, а також головну західну трибуну з критими атлетичними спорудами; конференц-зали та VIP-зали були повністю відремонтовані, встановлено нове електронне табло. Після ремонту стадіон відповідає вимогам категорії УЄФА 4 та ІААФ категорії 2. Друга й завершальна черга робіт, під час якої планується побудувати дах над західною трибуною, відбудувати льодовий майданчик (знесений у 2018 році) та побудувати нові багатофункціональні зали, планується завершити до 2022 року.